# Czakó Ambró Lajos
Czakó Ambró Lajos (1908-ig: Czucz) (Cegléd, 1887. január 13. – Kanada, Ontario, Owen Sound, 1974. szeptember 24.) ciszterci, majd református lelkész, vallás- és művészetfilozófus, publicista, egyetemi tanár.

## Életrajz
1902-ben belépett a ciszterci rendbe, 1909-ben a budapesti egyetemen matematika-fizika szakos tanári és bölcsészdoktori oklevelet szerzett, 1910-ben pappá szentelték.
Tanári pályáját a zirci cisztercita gimnáziumban kezdte. 1910-1916-ban az egri, székesfehérvári és bajai ciszterci gimnáziumában tanított. A vallás lélektana című művét (1915) modernista alapfelfogása miatt egyházilag elítélték, ezért 1916-ban kilépett a rendből és áttért a református vallásra. 1917-ben a Debreceni Egyetem Hittudományi Karán református lelkészi oklevelet szerzett.
1916-1918-ban Budapesten polgári iskolai tanár, 1918. november és 1919. márciusa között a Vallás- és Közoktatásügyi Minisztérium államtitkára, a Tanácsköztársaság idején a Polgári Iskolai Tanárképző Intézet és a Közoktatásügyi Népbiztosság agitátorképző iskolájának tanára.
1920-ban tanári állásától megfosztották, 1921-ben a magyar október szellemében megindította a keresztény kurzust haladó szellemben bíráló Független Szemle című időszaki folyóiratot. Lapját 1923-ban betiltották. Röplapok formájában (Kultúrproblémák, Március, Szabad Sajtó) még háromszor megjelent, de ezt is betiltották, őt pedig perbe fogták, ezért Nagy-Britanniába menekült, ahol 1924-ben a birminghami Selly Oak College tanára lett.
1925-ben néhány hónapig ismét Magyarországon tartózkodott, ekkor S. Kutter svájci lelkész Sie müssen... című művének magyarra fordításáért másfél évi börtönre ítélték, de a büntetés elől Bécsbe menekült, innen 1928-ban Kanadába ment, az ország legnagyobb egyházának (United Church) meghívására, és a legszegényebb magyar gyülekezet papja lett Torontóban. 1938-ban megindította a Tárogató című magyar nyelvű antifasiszta lapot.
A második világháború alatt részt vett a Károlyihoz közel álló Kanadai Magyar Tanács szervezésében. 1950-ben visszatért a katolikus hitre és papként is dolgozott. 1967-ig Halifaxben Saint Mary's University (Kanada) a művészettörténet tanára. Itt tanított 80 éves koráig.

## Fő művei
- Abelard Ethikája. Tanulmány. (Budapest, 1909)
- A vallás lélektana (Pécs, 1915)
- A katholikus papság lélektana: valláspszichológiai tanulmány a róm. kath. papságról (Budapest, 1916)
- A protestantizmus szelleme (Budapest, 1917)
- Az értékelés filozófiája (Budapest, 1918)
- A vallás a kommunista társadalmakban (Budapest, 1919)
- A vallásfilozófia alapvonalai (Budapest, 1921)
- A vallási fejlődés útjai (Budapest, 1922)
- Kereszténység és modern élet (Kolozsvár, 1926)
- Jegyzetek Madách Imre: Az ember tragédiájához; Christian Press, Winnipeg, 1945